# 香西元忠
香西 元忠（こうざい もとただ）は細川京兆家の内衆。摂津住吉郡守護代。香西之長の末裔であると考えられる。

## 概要
文明8年（1476年）2月27日には、和泉国堺南庄念仏寺領の摂津国堺北庄内の田畠について主命を奉じて段銭と臨時課役を停止するよう本庄上野介に命じており、住吉郡の守護代であったことがわかる。『大乗院寺社雑事記』文明14年（1482年）3月18日条に畠山政長と畠山義就との争いに際し、細川氏方として堺北庄の警備に当たっている。文明17年（1485年）7月16日に死亡した。